# 海狸夫婦
海狸先生與海狸太太（英語：Mr. and Mrs. Beaver）是英國作家C·S·路易斯的小說《獅子·女巫·魔衣櫥》中的兩名角色。牠們是納尼亞的能言獸，效忠於獅王亞斯藍；並且指引與協助了佩文西家的四兄妹去面見亞斯藍。
海狸先生較為勤奮，牠在橫跨河面的水壩上建造了自己的住家。海狸太太外觀被形容為較蒼老，牠擅長做家事與烹調食物，也很珍惜自己的縫紉機。

## 角色概述
在《獅子·女巫·魔衣櫥》裡，當人羊吐納思先生預感自己將被白女巫的秘密警察逮捕時，他囑咐海狸先生要在樹林守候著露西·佩文西到來。果然之後佩文西家的孩子來到納尼亞，發現了吐納思被洗劫的家；這時候海狸先生便向他們自我介紹，且將他們請到自己家中招待，與海狸太太向這四名小孩敘述納尼亞的預言和傳說，並表示亞斯藍已開始展開行動。
當他們發覺到愛德蒙·佩文西已悄然離去時，海狸先生確信愛德蒙已把他們出賣給了白女巫，於是便與妻子還有佩文西三名小孩打包行李，匆匆趕向亞斯藍即將到來的石桌。當白女巫從愛德蒙口中得知海狸夫婦在幫助他的兄弟姊妹時，便氣憤地下令毛格林趕往海狸家去追殺他們；白女巫則帶著愛德蒙趕往石桌。
在前往石桌途中，海狸夫婦與三名小孩一度躲在一個小洞中休息，並遇見了久違的耶誕老人；他們每個人都獲得了耶誕老人所給予的禮物，海狸先生的水壩得到完工，海狸太太得到全新的縫紉機。在這之後由於冬雪融化延遲了白女巫的行動，使海狸夫婦領著孩子們成功安全地抵達了石桌，面見亞斯藍。
海狸先生隨後參與了跟白女巫軍隊之間的戰役，協助抗擊敵人。
《最後的戰役》中，海狸夫婦與佩文西家的孩子在亞斯藍的國度裡再度重聚，當時的納尼亞國王逖里安見到牠們後感到十分訝異。

## 改編
1988年BBC電視劇改編中，凱瑞·沙爾與蕾絲李·尼科爾分別飾演海狸夫婦。
2005年的迪士尼電影《納尼亞傳奇：獅子·女巫·魔衣櫥》中，由雷·溫斯頓與唐·弗蘭奇分別為海狸夫婦配音。導演安德魯·亞當森覺得海狸先生應該是一個善良、勤奮、樸實的藍領階級；他還將海狸夫婦設想為鄉村手工業者，而據此來設計片中海狸夫婦小屋的道具布景，此外小屋的外觀布置也很大程度上參照了波琳·拜恩斯繪製的插圖。至於電影裡狼群攻破海狸夫婦小屋尋找佩文西小孩的場景，則有部分參照了1988年IMAX紀錄片《海狸一家》裡大熊摧毀海狸壩的畫面。

## 外部連結
- 海狸先生與海狸太太角色分析 （页面存档备份，存于）（英文）
- 網際網路電影資料庫上海狸先生的資料（英文）
- 網際網路電影資料庫上海狸太太的資料（英文）